# Uprawomocnienie emocji
Uprawomocnienie emocji – pojęcie w psychoterapii, związane szczególnie z terapią dialektyczno-behawioralną (DBT; tzw. trzecią falą psychoterapii poznawczo-behawioralnej). Według Linehan, uprawomocnienie oznacza podtrzymywanie i potwierdzanie prawdziwości i trafności doświadczeń pacjenta. Uznanie reakcji jako uprawomocnionej rozumiane jest jako przyjęcie, że jest zrozumiała, uzasadniona, adekwatna, sensowna i poprawna logicznie. Uprawomocniona reakcja zasługuje na to, aby ją poważnie traktować i zaakceptować. Uprawomocnienie reakcji pacjenta następuje w odniesieniu do jego aktualnej sytuacji życiowej. Przeciwieństwem uprawomocnienia reakcji pacjenta jest jej odrzucenie i trywializacja.
Uprawomocnienie emocji to uznanie prawdziwości doświadczeń drugiej osoby. Oznacza uznanie subiektywnego znaczenia, jakie dla tej osoby mają wydarzenia, które wywołały daną emocję. Uprawomocnienie uczuć drugiej osoby może nastąpić poprzez wypowiedź postaci „rozumiem twoje zdenerwowanie – miałeś nadzieję, że to osiągniesz, ale tak się nie stało”.
Uprawomocnienie emocji rozpatrywane jest w kontekście teorii przywiązania, kształtującego się we wczesnym dzieciństwie, czego etiologiczny model opracował brytyjski psychiatra John Bowlby. Wczesne doświadczenia uprawomocnienia związane są z wrażliwą reakcją opiekunów na cierpienie niemowlęcia. Za indywidualny prototyp uprawomocnienia emocji uznaje się relację rodzic – niemowlę, w której najczęściej matka potrafi dostroić się do niepokoju, który przeżywa jej dziecko, i zareagować na jego płacz.